# NGC 3615
NGC 3615 est une galaxie elliptique située dans la constellation du Lion. NGC 3615 a été découverte par l'astronome germano-britannique William Herschel en 1785.

## Caractéristiques
Selon la base de données Simbad, NGC 3615 est une galaxie LINER, c'est-à-dire une galaxie dont le noyau présente un spectre d'émission caractérisé par de larges raies d'atomes faiblement ionisés.

### Distance
Sa vitesse par rapport au fond diffus cosmologique est de 6 932 ± 22 km/s, ce qui correspond à une distance de Hubble de 102,2 ± 7,2 Mpc (∼333 millions d'al).
À ce jour, une mesure non basée sur le décalage vers le rouge (redshift) donne une distance d'environ 74,400 Mpc (∼243 millions d'al). Cette valeur est loin à l'extérieur des valeurs de la distance de Hubble. Notons cependant que c'est avec la valeur moyenne des mesures indépendantes, lorsqu'elles existent, que la base de données NASA/IPAC calcule le diamètre d'une galaxie et qu'en conséquence le diamètre de NGC 3615 pourrait être d'environ 55,2 kpc (∼180 000 al) si on utilisait la distance de Hubble pour le calculer.

### Galaxie isolée
Selon la base de données NASA/IPAC, NGC 3615 est possiblement une galaxie du champ, c'est-à-dire qu'elle n'appartient pas à un amas ou un groupe et qu'elle est donc gravitationnellement isolée. Cependant, selon Abraham Mahtessian NGC 3615 et NGC 3618 forment une paire de galaxies.